# 郭尔罗斯部
郭尔罗斯部，是明代时蒙古诸部之一、清朝时蒙古科尔沁部之一部。与元朝的火罗剌思（orlos）部同名。
蒙古始祖之母阿阑豁阿即出自火罗剌思部，分給成吉思汗母親月伦太后的百姓三千戶人家都是由郭尔罗斯人組成。元朝灭亡後，蒙古史书常将漠北兀良哈万户和漠南山阳万户属部的首领归为郭尔罗斯人。
成吉思汗长弟拙赤合撒儿16世孙乌巴什（曾祖父图美尼雅哈齐、祖父奎蒙克塔斯哈喇、博第达喇第三子）所部号称郭尔罗斯。后金天命十一年（1626年），乌巴什孙布木巴随同科尔沁部首领奥巴（博第达喇长子齐齐克之孙）归附努尔哈赤。清崇德元年（1636年）编前旗；顺治五年（1648年）编後旗，郭尔罗斯共设二扎萨克旗，属科尔沁左翼，归于哲里木盟。今吉林省有前郭尔罗斯蒙古族自治县。